# Hyphoraia testudinaroides
Hyphoraia testudinaroides är en fjärilsart som beskrevs av Sow. 1905. Hyphoraia testudinaroides ingår i släktet Hyphoraia och familjen björnspinnare. Inga underarter finns listade i Catalogue of Life.